# Muchotyraniki
Muchotyraniki (Pipromorphinae) – podrodzina ptaków z rodziny muchotyranikowatych (Pipromorphidae).

## Występowanie
Podrodzina obejmuje gatunki występujące w krainie neotropikalnej – w południowym Meksyku, Ameryce Centralnej i Południowej.

## Systematyka
Do podrodziny należą następujące rodzaje:
- Pseudotriccus Taczanowski & Berlepsch, 1885
- Corythopis Sundevall, 1836
- Mionectes Cabanis, 1844
- Leptopogon Cabanis, 1844
- Phylloscartes Cabanis & F. Heine Sr., 1860
- Pogonotriccus Cabanis & F. Heine Sr., 1860